# Francisco Cubides Granados
Francisco Hernando Cubides Granados (Bogotá, 8 de junio de 1966) es un militar activo de la Armada Nacional de Colombia, ingeniero naval y submarinista colombiano. 

## Estudios
Estudió ingeniería naval y ciencias navales de la Escuela Naval de Cadetes Almirante Padilla, con maestría en seguridad y defensa nacional de la Escuela Superior de Guerra, así como en relaciones internacionales y resolución de conflictos del American Military University.
Es especialista en gerencia de recursos humanos y alta gerencia de la Universidad Militar Nueva Granada y tiene un diplomado en Derechos Humanos y Derecho Internacional Humanitario de la Universidad Autónoma de Bucaramanga. También tiene estudios de Alta Gerencia con la Universidad Javeriana.

## Trayectoria
Dentro su carrera como militar naval se han desempeñado diferentes cargos. Comandante de la Armada de Colombia, Comandante de la Fuerza Naval del Pacífico, Jefe de la Jefatura de Formación, Institución y Educación Naval; Director de la Escuela Naval de Cadetes Almirante Padilla Comandante de la Flota Naval.
Jefe de Estado Mayor de la Fuerza Naval del Caribe; Jefe de la Comisión Inspectora del Proyecto Submarinos 206 A en Alemania; Comandante de la Flotilla de Submarinos del Caribe; Supervisor de Proyectos Especiales de la Jefatura de Planeación Naval; Comandante, Segundo Comandante, Jefe del Departamento de Ingeniería y Jefe del Departamento de Operaciones del Submarino ARC 'Tayrona'.
Comandante del dique ARC 'Mayor Jaime Arias'; Edecán del Vicepresidente de la República; Comandante del Submarino ARC 'Intrépido' y Jefe de la División Palo Bauprés del ARC 'Gloria'. Entre 2022 al 2024 fue comandante de la Armanda Nacional y en 2024 fue designado como comandante de las Fuerzas Militares de Colombia en julio de 2024 en el gobierno de Gustavo Petro y asumió el cargo.